# Erateina subjunctaria
Erateina subjunctaria là một loài bướm đêm trong họ Geometridae.